# 二苯并杂卓类抗精神分裂药
二苯并杂卓类抗精神分裂药

## 作用机理
此类药物可以选择性抑制中脑边缘多巴胺能神经系统，此外还可以抑制脑内5-羟色胺(5-HT)受体，且其与5-HT受体的结合能力要强于其与中脑边缘多巴胺受体的结合能力。因此其作用机理与经典的抗精神分裂药物如酚噻嗪类抗精神分裂药有所不同，这直接导致了其药理作用的不同，相比于经典抗精神分裂药物，此类药物不仅可以抑制阳性症状同时还可以有效抑制阴性症状，另外其对多巴胺受体的抑制作用集中于中脑边缘多巴胺能神经系统，具有较高的选择性，也使得其锥体外系反应较传统药物更轻微

## 不良反应
此类药物主要的不良反应包括:
- 锥体外系反应
- 胆碱能神经系统抑制的反应如口干，便密等
- 中枢抑制导致的嗜睡
- 对部分患者氯氮平有较严重的粒细胞减少

## 发展历史
- 请协助补充

## 临床应用
主要用于抑制精神分裂症阳性症状，对精神分裂症阴性症状也有一定治疗作用，此类药物中的奥氮平因其副作用较小，是目前临床应用量比较大的抗精神分裂症药物之一

## 代表药物
- 氯氮平
- 奥氮平